# Gryllomorpha
Gryllomorpha is een geslacht van rechtvleugeligen uit de familie krekels (Gryllidae). De wetenschappelijke naam van dit geslacht is voor het eerst geldig gepubliceerd in 1853 door Fieber.

## Soorten
Het geslacht Gryllomorpha omvat de volgende soorten:
- Gryllomorpha algerica Chopard, 1943
- Gryllomorpha brevicauda Bolívar, 1914
- Gryllomorpha bruehli Gorochov, 1993
- Gryllomorpha cretensis Ramme, 1927
- Gryllomorpha dalmatina Ocskay, 1832
- Gryllomorpha fusca Chopard, 1943
- Gryllomorpha gestroana Bolívar, 1914
- Gryllomorpha gracilipes Chopard, 1943
- Gryllomorpha longicauda Rambur, 1838
- Gryllomorpha macrocephala Chopard, 1943
- Gryllomorpha maghzeni Bolívar, 1905
- Gryllomorpha minima Werner, 1914
- Gryllomorpha monodi Chopard, 1943
- Gryllomorpha occidentalis Gorochov, 2009
- Gryllomorpha rufescens Uvarov, 1924
- Gryllomorpha rungsi Chopard, 1943
- Gryllomorpha sovetica Gorochov, 2009
- Gryllomorpha sublaevis Chopard, 1943
- Gryllomorpha syriaca Harz, 1979
- Gryllomorpha albanica Ebner, 1910
- Gryllomorpha antalya Gorochov, 2009
- Gryllomorpha atlas Gorochov, 2009
- Gryllomorpha canariensis Chopard, 1939
- Gryllomorpha mira Gorochov, 1993
- Gryllomorpha miramae Medvedev, 1933
- Gryllomorpha robusta Gorochov, 2009
- Gryllomorpha segregata Gorochov, 2009
- Gryllomorpha sternlichti Chopard, 1963
- Gryllomorpha uclensis Pantel, 1890
- Gryllomorpha zonata Bolívar, 1914